# 레이어드 시큐리티
레이어드 시큐리티는 점점 고도화되는 온라인상의 보안 위협에 대응하기 위해 온라인 거래(Online Transaction) 프로세스의 각 단계(layer)마다 서로 다른 보안 설루션 을 구축하는 것으로, 심층적인 방어를 의미한다. 각 설루션의 상호보완을 통해 전체적인 인터넷 기반 서비스 보안을 강화하기 위한 레이어드 시큐리티는 민감한 고객 정보를 보호하며 신원 도용, 계좌 탈취 등으로 인한 금전 손실을 방지한다. 국내에서는 ‘단계별 보안’ 또는 ‘계층화된 보안’이라는 용어로 알려져 있다.
[참고 : 미국 ‘인터넷 뱅킹 환경에서의 인증 강화 개정안(FIL-50-2011, Supplement to Authentication in an Internet Banking Environment)’]